# Cobra: John Zorn's Game Pieces Volume 2
Cobra, sous-titré John Zorn's Game Pieces Volume 2 est un album de John Zorn paru sur le label Tzadik en 2002. Quatrième enregistrement de cette game piece, c'est le premier sur le label Tzadik. 

## Titres
| 1.    | Pendet       | 4:47  |
| 2.    | Tabanan      | 10:45 |
| 3.    | Uluwati      | 7:26  |
| 4.    | Tamangiri    | 7:50  |
| 5.    | Paras        | 6:07  |
| 6.    | Sangeh       | 11:26 |
| 7.    | Penganggahan | 10:40 |
| 8.    | Raksasa      | 4:40  |
| 9.    | Goa Gajah    | 6:50  |
| 70:31 |              |       |

## Personnel
- Derek Bailey- guitare
- Cyro Baptista - percussions
- Jennifer Choi - violon
- Sylvie Courvoisier - piano
- Mark Dresser - basse
- Trevor Dunn - basse
- Mark Feldman - violon
- Erik Friedlander - violoncelle
- Annie Gosfield - échantillonneur
- Susie Ibarra - batterie
- Ikue Mori - ordinateur
- Marcus Rojas - tuba
- Josh Roseman - trombone
- Jamie Saft - claviers
- John Zorn - prompteur